# Croton russulus
Croton russulus är en törelväxtart som beskrevs av Léon Camille Marius Croizat. Croton russulus ingår i släktet Croton och familjen törelväxter. Inga underarter finns listade i Catalogue of Life.